# Ruprechtický Špičák

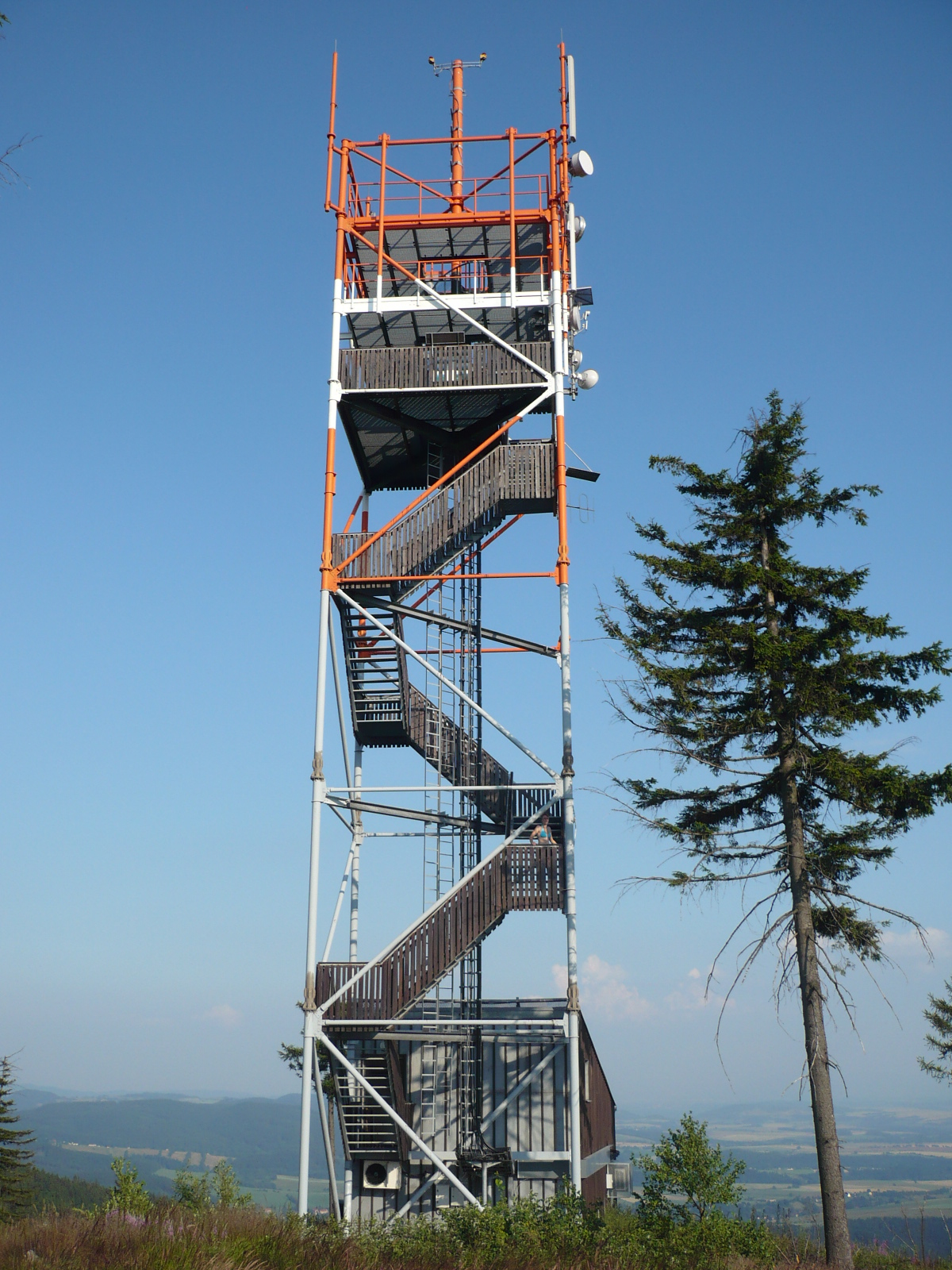
Aussichtsturm

Der Ruprechtický Špičák (deutsch Ruppersdorfer Spitzberg, polnisch Ruprechticki Szpiczak) ist ein bewaldeter Berg im Norden der Broumovská vrchovina (Braunauer Bergland) im Okres Náchod in Tschechien. Sein Gipfel liegt fünf Kilometer nordöstlich von Meziměstí, 40 m östlich verläuft die Staatsgrenze zu Polen. Der größtenteils mit Fichtenwald bestandene Ruprechtický Špičák ist die höchste Erhebung des Heidelgebirges (Javoří hory).

## Geographie
Der Ruprechtický Špičák ist Teil des die Grenze zwischen Tschechien und Polen bildenden Höhenzuges des Heidelgebirges (Javoří hory), der nach Norden auf polnischem Gebiet in das Dürre Gebirge (Góry Suche) übergeht. Gegen Süden erstreckt sich die von der Stěnava (Steine) durchflossene Broumovská kotlina (Braunauer Becken). Der nordwestlich des Berges im Wassergrund (Vodní strž) entspringende Ruprechtický potok (Ruppersdorfer Wasser) entwässert nach Süden zur Stěnava. Nördlich des Berges befindet sich die Quelle der Złota Woda (Goldwasser), eines Zuflusses zur Bystrzyca (Weistritz). Anderthalb Kilometer nordwestlich entspringt der Sokołowiec Mały (Kleiner Freudengraben), dessen Wasser nach Nordwesten durch den Büttnergrund in den Sokołowiec (Freudengraben) fließt. Von Meziměstí führt der gelb markierte und von Ruprechtice der blau markierte Wanderweg auf den Berg.
Nördlich erheben sich die Waligóra (Heidelberg, 933 m n.p.m), der Reimswaldauer Riegel (834 m n.p.m) und der Granicznik (Grenzberg, 801 m n.p.m), östlich der Široký vrch (Breiter Berg, 840 m n.m.), westlich die Světlina (Lichtenhauberg, 796 m n.m.) sowie nordwestlich die Kopica (Kesselkoppe, 797 m n.m.), der Garniec (Schüsselberg, 763 m n.p.m), das Scholzenköppel (785 m n.p.m) und der Czarnek (Schwarzer Berg, 868 m n.m.).
Umliegende Ortschaften sind Trzy Strugi (Dreiwässertal) und Radosno (Freudenburg) im Nordosten, Heřmánkovice (Hermsdorf) im Südosten, Hynčice (Heinzendorf) und Ruprechtice (Ruppersdorf) im Süden, Vižňov (Wiesen) und Pomeznice (Grenzdörfel) im Südwesten, Lesní Domky (Buschhäuser) im Westen sowie Bednarski Jar (Büttnergrund) und Sokołowsko (Görbersdorf) im Nordwesten. 

## Geschichte
Um den Spitzberg führten früher mehrere Handelswege zwischen Böhmen und dem Glatzer Land. Über den Pass zwischen dem Spitzberg und Breiten Berg verlief der Glashüttensteig von Ruppersdorf nach Freudenburg. Ein weiterer Weg führte von Ruppersdorf durch den Wassergrund über den Pass zwischen Spitzberg und Kesselkoppe, wo er sich mit der von Wüstegiersdorf nach Görbersdorf bzw. Wiesen verlaufenden Hohen Straße kreuzte, nach Reimswaldau.

## Aussichtsturm
Nachdem in den 1990er Jahren östlich des Gipfels am alten Glashüttensteig der touristische Grenzübergang Ruprechtický Špičák – Łomnica eröffnet worden war, entwickelte die Forstverwaltung Broumov im Jahre 1999 Pläne zum Bau eines hölzernen Aussichtsturmes auf dem Ruprechtický Špičák, da der dominante, jedoch bewaldete Gipfel nur wenig Aussicht gewährte. Wegen fehlender Mittel war der Zeitpunkt zur Realisierung offen. Zur selben Zeit betrieb die Český Mobil a.s eine Standortsuche für einen Mobilfunksender. Beide Projekte wurden schnell zusammengeführt.
Im Jahre 2000 begann die Český Mobil a.s auf dem Ruprechtický Špičák mit dem Bau eines Sendeturmes in Stahlkonstruktion, der zugleich als frei zugänglicher Aussichtsturm genutzt werden konnte. Dabei griff Český Mobil weitgehend auf die Konstruktionsunterlagen eines zuvor auf dem Val im Hannsdorfer Bergland errichteten Sende- und Aussichtsturmes zurück. Eröffnet wurde der 30 m hohe Turm am 1. September 2002. 
Von der Aussichtsplattform in 22 m Höhe bietet sich ein Rundblick über das Braunauer Becken zum Falkengebirge, der Großen Heuscheuer, dem Ostaš, dem Adlergebirge, dem Turov und der Adersbach-Weckelsdorfer Felsenstadt, sowie zum Rabengebirge, Rehorngebirge, Riesengebirge und Dürre-Gebirge.